# Bijdragen tot regtsgeleerdheid en wetgeving
Bijdragen tot regtsgeleerdheid en wetgeving was een tijdschrift over het Nederlands recht dat tussen 1826 en 1838 jaarlijks verscheen.
Het jaarblad was een van de eerste juridische tijdschriften in Nederland en bevatte artikelen van vooraanstaande 19de-eeuwse juristen als Jacob van Hall, Cornelis Anne den Tex, Jeronimo de Bosch Kemper, Cornelis Willem Opzoomer en Guilliaume Groen van Prinsterer. De bijdragen bespraken de actuele juridische zaken van toen, waaronder bijvoorbeeld de ontwikkeling van het gevangenisstelsel, ministeriële verantwoordelijkheid en de afschaffing van slavernij in de koloniën.
Na de stopzetting van Bijdragen tot regtsgeleerdheid en wetgeving in 1838 werd het tijdschrift onder een andere titels voortgezet. Van 1839 tot 1850 verscheen het onder de naam Nederlandsche jaarboeken voor regtsgeleerdheid en wetgeving. Vanaf 1851 tot 1884 gebruikte men de titel Nieuwe bijdragen voor regtsgeleerdheid en wetgeving. Tussen 1885 en 1894 verscheen het blad onregelmatig als Rechtsgeleerde bijdragen en bijblad.